# Otello De Maria
Otello De Maria (Vicenza, 20 aprile 1909 – Vicenza, 27 aprile 2005) è stato un pittore italiano.

## Biografia
Fra le figure più rappresentative della pittura vicentina del novecento, è stato insegnante per oltre cinquant'anni alla Scuola d'Arte e Mestieri di Vicenza, dimostrandosi contemporaneamente artista sensibile ed attento alle innovazioni. Divenne inoltre molto celebre grazie alla lavorazione della ceramica, è stato Accademico Olimpico.
Nel 2002 gli viene dedicata la mostra: Otello De Maria, un maestro della pittura del '900. Opere dal 1924 al 1994, allestita nel Salone degli Zavatteri in Basilica Palladiana.
Con queste parole si è espresso il sindaco di Vicenza in occasione della sua morte.
(Enrico Hüllweck)